# 高橋慶帆
高橋 慶帆（たかはし けいはん、2003年10月13日 - ）は、日本の男子バレーボール選手。

## 来歴
千葉県旭市にて、イラン人の父と日本人の母の間に次男として誕生。小学2年からサッカーをしていたが怪我をきっかけに中学2年でバレーに転向した。
2019年、市立習志野高校に進学。高校時代は3年連続で春高バレーに出場。
2022年、法政大学経営学部に進学。
2023年度バレーボール日本男子代表に選出され、FIVB男子バレーボールネーションズリーグの日本代表登録メンバーに選出された。その後、アジア競技大会に出場した。
2023年11月15日、ジェイテクトSTINGSへの入部が発表された。ジェイテクトにとって大学4年生内定選手以外の現役大学生との契約は初である。全日本インカレ終了後から2023-24 V1男子終了までジェイテクトの選手としてプレーする。同年12月23日、V1男子のVC長野トライデンツ戦で途中出場し、Vリーグデビューを果たした。デビュー戦で4得点を挙げた。
2024年3月19日、2023年度に引き続き2024年度バレーボール日本男子代表登録メンバーに選出された。日本代表Bチームにオポジットとして選手登録している。
2024年3月31日、契約期間満了に伴いジェイテクトSTINGSを退団。
2024年9月12日、フランスリーグ・リーグAチーム、パリ・バレーへの入団を発表した。2025年6月、パリ・バレーとの契約延長が発表された。

## 人物
「ケイハン」はペルシャ語で「世界」を意味する。
4歳年上の兄がいる。
好きな食べ物は寿司。趣味は音楽を聴きながら散歩すること。
バレーボールを始めた中学時代から憧れ、尊敬している選手は柳田将洋。2023年に日本男子代表に選出され、チームメイトとして共にプレー出来たことは感慨深かったという。

## 球歴
- 日本代表（2023年-）
  - アジア競技大会 - 2023年 (en) 
  - ネーションズリーグ - 2025年

## 所属チーム
- 習志野市立習志野高等学校（2019年 - 2022年）
- 法政大学（2022年 - 2026年）
  -  ジェイテクトSTINGS（2023年 - 2024年）
  -  パリ・バレー（2024年 - ）

## 書籍
- 高橋慶帆 1st.PhotoBook Real Face（2024年7月26日、主婦と生活社）ISBN 978-4-39116-284-4[21]